# Puntius yuensis
Puntius yuensis är en fiskart som beskrevs av Arunkumar och Tombi Singh 2003. Puntius yuensis ingår i släktet Puntius och familjen karpfiskar. IUCN kategoriserar arten globalt som sårbar. Inga underarter finns listade i Catalogue of Life.